# 四ノ宮ひな
四ノ宮 ひな（しのみや ひな）は日本の女性声優。主にアダルトゲームに声をあてている。

## 出演作品
太字は主役・メインキャラクター

### ゲーム

#### 2010年
- 性奴交換指導 〜とある学園長の欲望劇〜（小野寺 香織）[1]
- ぼくらの孕孕スクールライフ 〜クラス全員中出し完了〜（信沢 麻美）[2]

#### 2011年
- 淫! 辱! ピンクレンジャー!! 〜堕ちた変身ヒロイン〜（イエロー）[3]
- CALCITE（セリス）[4]

#### 2012年
- 親娘交流 〜下半身言語でコミュニケーション〜（新谷 亜子）[5]
- 大は小を兼ねない（汐入 あんず）[6]
- 大犯盛 〜痴態を曝け出した人妻たち〜（酒々井 唯花）[7]
- 蟲島 -Arachnid Bug-（真菜）[8]

#### 2013年
- 淫辱選挙戦 ～白濁に染まる会長選～（月見里 子鳥）[9]
- 催淫調教 ～孫の身体はみんなの玩具～（三宅 伽耶）[10]

#### 2014年
- 桃色恋恋 ～姉妹とつむぐエッチな関係～（玖珠月 鈴）[11]
- 双性の姫君 ～ふたなり姉妹と魔王の求愛～（サージュ）[12]
- 愛娘の彼ママとの淫蜜交尾 ～奥さん、バレそうなのが興奮するんだろ?～（湖東 徳子）[13]
- 奪われた学園 ～罠に落ちた優等生～（榛名 珠希）[14]
- ウチの地味な妹が、こんなに巨乳でエロかったなんて! ～濡れたらヌレる発情スイッチ～（飯倉 千美）[15]
- 妹蜜 ～激LOVE妹はフタナリ妖精～（大紅 翼）[16]

#### 2015年
- ぼくがボクに興奮するわけがないっ! ～お姉ちゃんの弟女装教育～（山村 千紗）[17]
- ふた×モン ～生えてる私と魔物っ娘たちの婚前エッチ～（黒生 真美）[18]
- ×× OF THE DEAD（美崎 遥）[19]

#### 2016年
- 溜まってるの、ママが出してやるし♪ ～黒ギャルママのドーテー調教レッスン（雨貝 有紀奈）[20]
- 姉巫女の淫欲なる儀式 ～我慢できないぼく～（藤見 茜）[21]
- コスプレ娘M調教 ～お付き合いしてくれるなら、なんでもします……～（今里 芽衣）[22]
- 黒ギャル、アナル拡張計画～サディスティックなこの俺が、普通のセックスをするとは思うなよ？～（鈴城 香恋）[23]

#### 2017年
- わ、わたしを縛りたい? ～僕と地味娘の秘密の関係～（相原 結愛）[24]
- ほら、そんなに声を漏らすと彼氏にバレちまうぜ? ～エロゲ世界でモブの少女を寝取ってみた～（三田村 綾佳）[25]
- おっぱいカフェ ～母娘でコスちち～（岩上 紗良）[26]
- 性淑女への愛育調教 ～染められる純潔～（シアン）
- お嬢様は学園の精液便所 ～寝取らせ・ぶっかけ・乱交生活日誌～（藤堂 刀子）
- 蹂躙!オーク学園! ～転校生は褐色ビッチな女勇者!?～（アニエス）
- オレは、触手ブリーダー ～寄生触手で苗床化する女たち～（青月 昌子）

#### 2018年
- パパ、抱きしめてあげる ～バブみな愛娘の母性に甘えて中出し三昧～（雨塚 美結）
- ヴァージン・ママ ～息子のおねだりを拒みきれないコスプレ相姦～（久間 美砂恵）
- 黒ギャル娘との淫欲相姦 ～翻弄される父親の性欲～（水渚 奈緒美）
- パート主婦との倒錯不倫 ～売れない同人作家の一大転機～（森渕 綾香）
- 褐色オリエント美女と主従性交 ～魔性のワガママ搾精契約～（レラ）

#### 2019年
- 俺の妹は今日からドS ～お、お兄ちゃんなんか、あたしのペットにしてやるんだからっ～（浜谷 あい奈）
- 徹底アナル恥育 ～こっちが、気持ち良すぎて…～（平松 美結）
- 地味めな侍女さんのお仕事セックス ～お嬢様に代わってお相手します～（悠姫 琴羽）
- スマホを忘れただけなのに… ～脅され快楽に堕とされていくギャル～（柑崎 里奈）
- おじさんの、おじさんによる、おじさんのための黒ギャル催眠恥育（志佐 翔子）
- ボクはキミを離さない ～ゴメンナサイ、ボク、彼が好き～（木野山 蓮）
- 黒ギャルビッチ化計画っ! ～引き篭もり妹を淫乱更生～（荻上 芽衣）
- ママの妹の童貞教育 ～ひきこもった僕は外出せずに中出しする～（御手洗 美紀）
- 乙女の狂恋 ～悶え堕ちゆく純情～（花巻 雫）

#### 2020年
- 催眠逆襲 ～どうぞ私たちを好きにしてください～（尾瀬 恵）
- 息子の嫁の誘惑エッチ ～お義父さん、私もう我慢できません!～（目白 香織）
- 催眠リプレイ ～徹底的に終わらせない復讐のギャル恥辱～（堂上 結愛）
- オタサーの姫は私なんだから! ～あの子、童貞みんなで壊しちゃえ～（姫月 あい）
- マイクロ水着×どすけべ奥さんズ ～豊満ボディのえちちな誘惑～（南野 蘭子）
- 絶倫ヤンデレ母 ～息子の巨根ぶりに貞操がよろめく～（狭間 美香子）
- アラサー男が清楚お嬢様を助けたら。 ～押しかけ・迫られ・マンキツH～（財前 花澄）
- ダメッ、旦那にバレちゃうっ! ～夫のそばでチャラ男とNTR浮気ックス～（三島 理沙子）
- 快感即イキ満淫電車 ～この電車は快楽堕ち直通です～（高井戸 若菜）

#### 2021年
- エロトラップダンジョン ～女冒険者たちは徹底的に攻略されました～（エリス）
- コスってビッチ♪ ～オフパコってカメコを発射♪～（茅名 朱栞）
- ハァ?テメェの童貞×××で寝取られるわけねーし! ～褐色爆乳ギャルは兄貴のオンナ～（加苅 來佳）
- 透明おやじのステルスNTR ～新人アナウンサーに見えない勃起で種付け説教ハメ～（近衛 雪姫）
- みがわり彼女 ～私、親友を守るためにビッチなギャルになりますっ!～（田代 久美）
- 俺と仲良し姉妹の淫魔な秘密 ～妹に死ぬほど嫌われながら姉とセックスする奇妙な同居生活～（紗夜）
- 兄嫁に種付け孕ませ ～義姉はオレの子種を拒めない～（竹内 理沙）
- 彼女の妹と秘密のステイホーム ～内気娘が背徳寝取り!〜（天舟 えみる）
- 清純彼女の貞操解除 ～彼氏に内緒でキモオタにオカされる私～（浅見 まゆ）

#### 2022年
- 不倫×恋愛! ママはあなたの欲望叶えます ～肉欲にまみれる主婦レイヤーの日常～（眞瀬 和花）
- お兄ちゃん、手伝って! ～夜の花嫁修業を頼まれて…～（中川原 七香）
- 触災の島 -Island of the Dead-（北道 真琴）